# Tripogon minimus
Tripogon minimus är en gräsart som först beskrevs av Achille Richard, och fick sitt nu gällande namn av Ferdinand von Hochstetter och Ernst Gottlieb von Steudel. Tripogon minimus ingår i släktet Tripogon och familjen gräs. Inga underarter finns listade i Catalogue of Life.